# Antonio Hernández Mancha
Antonio Hernández Mancha (ur. 1 kwietnia 1951 w m. Guareña) – hiszpański polityk, prawnik i samorządowiec, w latach 1987–1989 przewodniczący Alianza Popular (AP).

## Życiorys
Studiował prawo w Madrycie. Dołączył do Cuerpo de Abogados del Estado, korpusu urzędników służby cywilnej. Był także wykładowcą uniwersyteckim w Kordobie. Przystąpił do ugrupowania Alianza Popular, na bazie którego w 1989 powstała Partia Ludowa. Organizował struktury AP w swojej prowincji, został też przewodniczącym sojuszu w Andaluzji. W latach 1982–1990 zasiadał w parlamencie regionalnym, od 1986 do 1990 był również członkiem Senatu.
W latach 1987–1989 pełnił funkcję przewodniczącego krajowych struktur AP. Został wybrany jako następca Manuela Fragi. Za nieudane politycznie posunięcie w okresie kierowania przez niego partią uznano wystąpienie z wnioskiem o wotum nieufności wobec premiera Felipe Gonzáleza.
Antonio Hernández Mancha wycofał się z działalności politycznej, powracając do praktyki prawniczej. Powoływany w skład organów różnych przedsiębiorstw, m.in. w 2014 został dyrektorem w kompanii energetycznej Enagás oraz rzecznikiem klienta w grupie ubezpieczeniowej Mutua Madrileña.